# St.-Georg-Kapelle (Burghöchstadt)

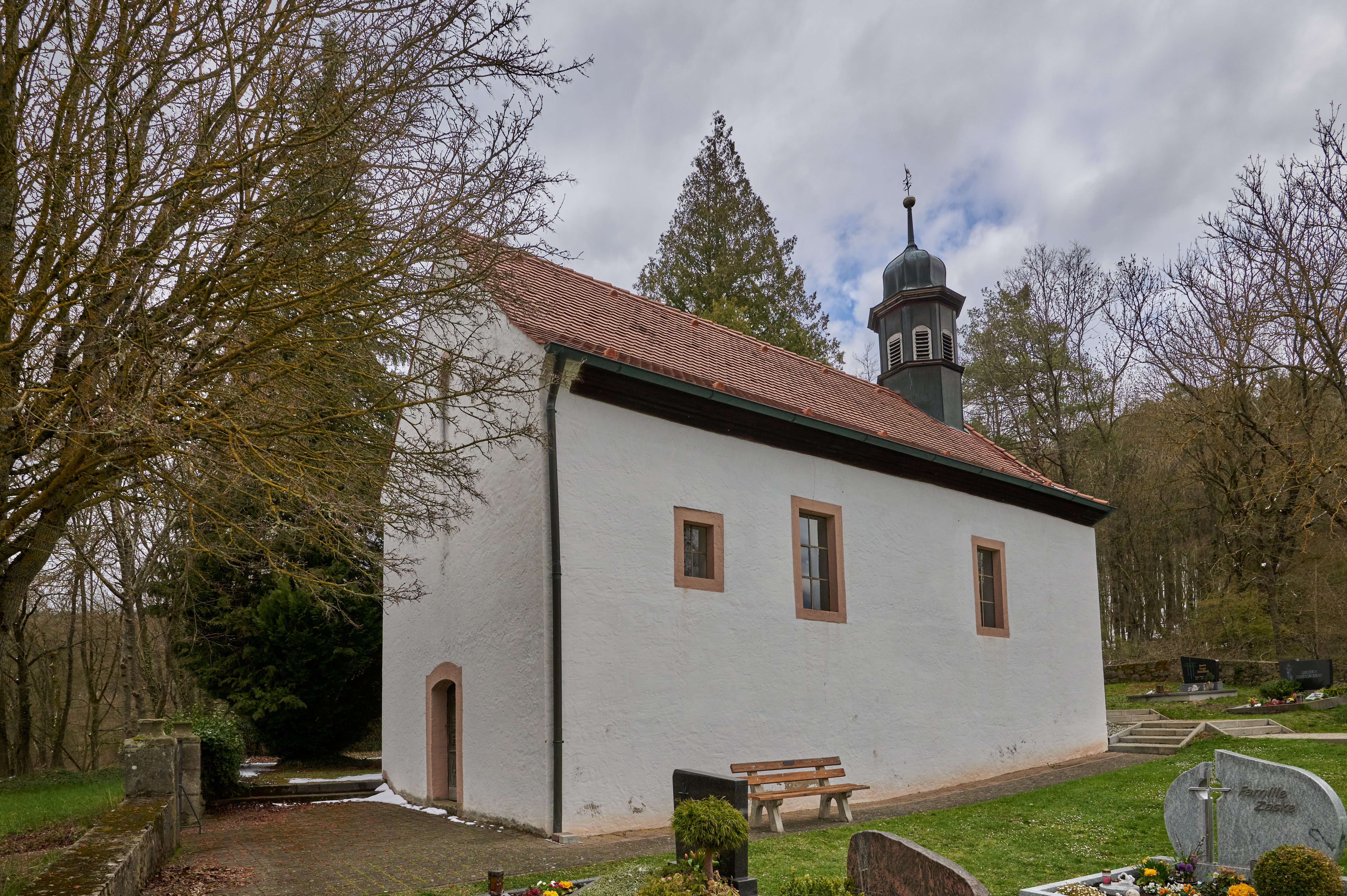
St. Georg in Burghöchstadt

St. Georg ist eine katholische Kapelle in Burghöchstadt, einem Gemeindeteil von Burghaslach im Landkreis Neustadt an der Aisch-Bad Windsheim.

## Lage und Geschichte
Das Denkmal liegt am östlichen Rand von Burghöchstadt auf dem 403 Meter hohen Kirchberg, direkt an der Staatsstraße 2256. Bereits 1336 wurde eine Kapelle erwähnt. Die Empore und der Taufstein sind auf die 1. Hälfte des 17. Jahrhunderts datiert. Dies spricht dafür, dass die jetzige Kapelle vermutlich um 1600 erbaut worden ist. Der Altarraum ist dreiseitig schließend, der hölzerne Altaraufbau stammt angeblich aus dem Jahr 1704. Östlich schließt ein achtseitiges, blechverkleidetes Glockentürmchen mit eingezogener Zwiebelkuppel auf profilierter hölzerner Traufe, Knaufstange und Wetterhahn an.

## Denkmal
Die Kapelle ist im Bayerischen Denkmalschutzgesetz unter der Nummer D-5-75-116-27 mit folgender Bezeichnung gelistet: „Kath. Kapelle St. Georg, Saalbau, eingeschossiger Satteldachbau, darauf Dachreiter mit Glockenhaube, glatte Hausteinrahmungen, Portal stichbogenförmig, um 1600; mit Ausstattung; Friedhofmauer, Bruchstein“.